# NGC 1953
NGC 1953 est un amas ouvert situé dans la constellation de la Dorade. Cet amas est situé dans le Grand Nuage de Magellan. Il a été découvert par l'astronome britannique John Herschel en 1835.

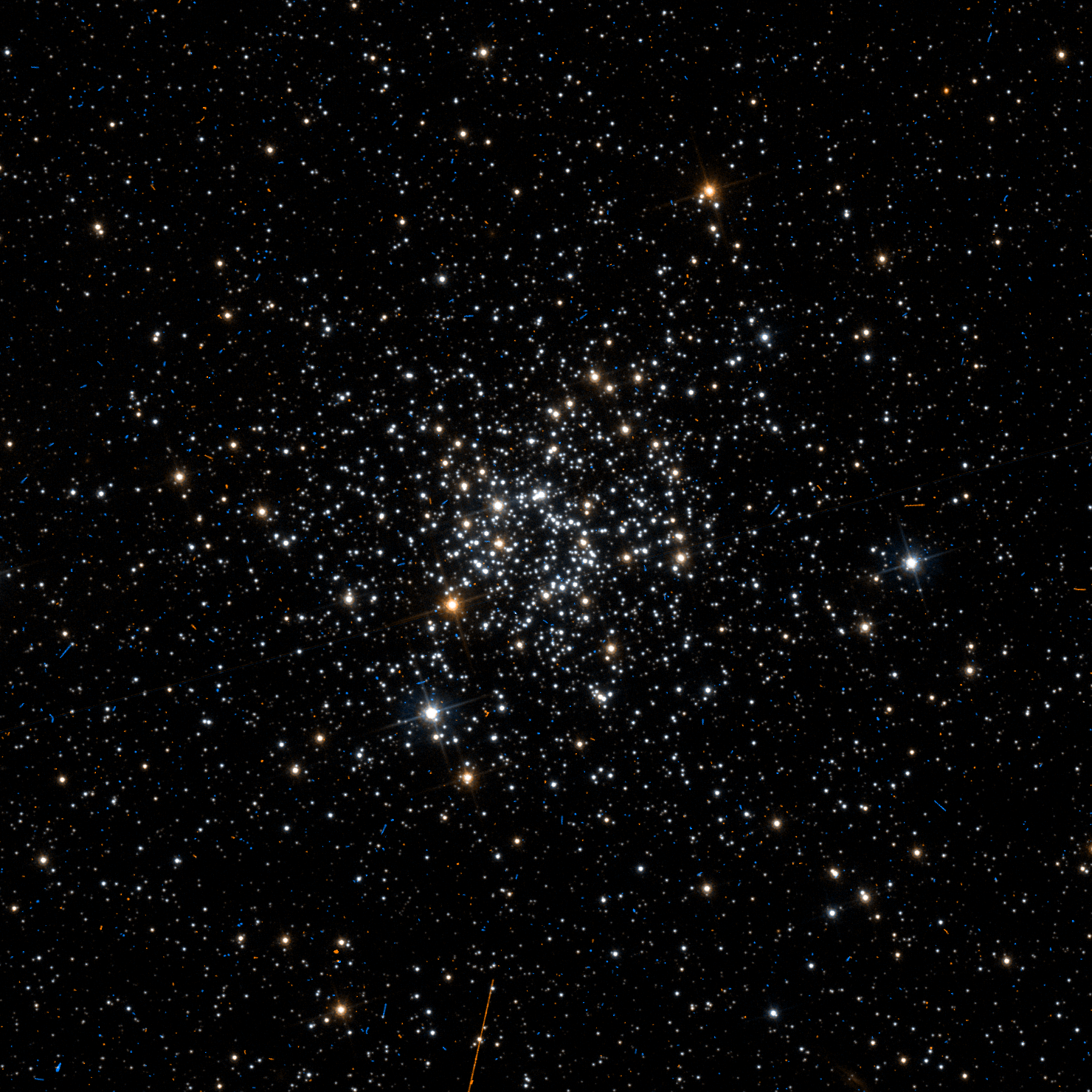
NGC 1953 par le télescope spatial Hubble.